# Instituto Superior de Contabilidade e Administração do Porto
O Instituto Superior de Contabilidade e Administração do Porto (ISCAP) é um dos institutos superiores pertencentes ao Instituto Politécnico do Porto. Tem sede na freguesia de São Mamede de Infesta, no concelho de Matosinhos, no distrito do Porto. É uma das escolas com maior prestígio ao nível nacional nas suas áreas de ensino, libertando todos os anos para o mercado de trabalho profissionais com elevado grau de formação.
O ISCAP ministra cursos de Licenciatura, Mestrados, Pós Graduações e Especializações nas vais diversas áreas, normalmente ligadas à vertente Sócio-Humanística e vocacionados para a integração nas exigências do mercado de trabalho europeu.
As cores identificativas do ISCAP na Academia do Porto são o azul e o vermelho.

## História
O ISCAP nasceu no ano 1886 como instituição independente de ensino ligada essencialmente às ciências empresariais. A partir do decreto lei n.70/88, de 3 de março de 1988, passa a ser integrado ao Instituto Politécnico do Porto.
Desde 1995 o ISCAP está localizado perto do Hospital de S. João, no Porto, junto ao Campus Universitário da Asprela. Atualmente, o ISCAP conta com uma biblioteca, 2 auditórios, 3 anfiteatros, 1 sala de atos, centros de informática, laboratórios de línguas e multimédia, laboratório de marketing digital, 1 cantina, 3 bares, 1 restaurante e repartições administrativas. O complexo ocupa uma área de 10.736 m2 e prevê espaço e equipamento suficientes para acompanhar o crescimento da sua população estudantil, agora constituída por cerca de 4603 estudantes, 246 professores e 66 funcionários. As suas instalações estão preparadas para o acolhimento de estudantes portadores de deficiência.
"Uma instituição de referência no ensino superior que tem como visão a busca por inovação, experiência, e responsabilidade social. Seu foco é desenvolver parcerias com instituições públicas e privadas, a nível nacional e internacional, onde este último tem sido o atual objetivo. Está fundamentada em 4 pilares: ensino/formação, investigação, internacionalização e prestação de serviços à comunidade."